# Sportjahr 1929
Liste der Sportjahre

◄◄ | ◄ | 1925 | 1926 | 1927 | 1928 | Sportjahr 1929 | 1930 | 1931 | 1932 | 1933 | ► | ►►

Weitere Ereignisse

## Ereignisse

### Badminton
Höhepunkte des Badmintonjahres 1929 waren die All England, die Irish Open und die Scottish Open.

### Internationale Veranstaltungen
| Veranstaltung | Herreneinzel        | Dameneinzel      | Herrendoppel                         | Damendoppel                     | Mixed                       |
| ------------- | ------------------- | ---------------- | ------------------------------------ | ------------------------------- | --------------------------- |
| All England   | Frank Devlin        | Marjorie Barrett | Frank Devlin Gordon Mack             | Marjorie Barrett Violet Elton   | Frank Devlin Marian Horsley |
| Irish Open    | Willoughby Hamilton | Derreen Good     | J. D. M. McCallum George Alan Thomas | D. Pilkington Ada Good          | James Barr C. T. Duncan     |
| Scottish Open | T. P. Dick          | Marjorie Barrett | T. P. Dick Frank Hodge               | Marjorie Barrett Marian Horsley | James Barr C. T. Duncan     |

- Zweite Austragung der singapurischen Badmintonmeisterschaften.

### Fußball
- Balkan-Cup 1929–31
- Baltic Cup 1929
- Campeonato Sudamericano 1929
- Europapokal der Fußball-Nationalmannschaften 1927 bis 1930
- Mitropapokal 1929

### Leichtathletik

#### Leichtathletikmeisterschaften
- Leichtathletik-Südamerikameisterschaften 1929

#### Leichtathletik-Weltrekorde

##### Laufdisziplinen
- 13. Juli: Marion King, Großbritannien, läuft die 400 Meter der Frauen in 59,2 s.
- 8. August: Eddie Tolan, USA, läuft die 100 Meter der Männer in 10,4 s.
- 25. August: Eric Wennström, Schweden, läuft die 110 Meter Hürden der Männer in 14,4 s.

##### Wurfdisziplinen
- 9. Juni: Eric Krenz, USA, erreicht im Diskuswurf der Männer 49,9 m.
- 11. August: Elisabeth Schumann, Deutschland, erreicht im Speerwurf der Frauen 38,58 m.
- 8. September: Elisabeth Schumann, Deutschland, erreicht im Speerwurf der Frauen 38,87 m.

##### Sprungdisziplinen
- 18. August: Lien Gisolf, Niederlande, springt beim Hochsprung der Frauen 1,6 m.

### Motorsport

#### Motorradsport

##### Motorrad-Europameisterschaft
- Bei der im spanischen L’Ametlla del Vallès ausgetragenen Motorrad-Europameisterschaft gewinnt der Deutsche Josef Klein auf DKW dem Italiener Riccardo Brusi (Benelli) und dem Franzosen Albert Sourdot (Monet et Goyon) den Titel in der 175-cm³-Klasse.
- In der Viertelliterklasse setzt sich der Brite Frank Longman auf OK-Supreme gegen Mario Ghersi aus Italien (Moto Guzzi) und den Briten George Himing (Zenith) durch.
- Bei den 350ern siegt der Brite Leo Davenport auf Norton vor seinem Landsmann George Rowley (A.J.S.) und dem Einheimischen Fernando Aranda (New Imperial).
- In der 500-cm³-Klasse siegt der Brite Percy Hunt auf Rudge vor seinen Landsleuten Graham Walker (ebenfalls Rudge) und Charlie Dodson (Sunbeam).
- Bei den 350-cm³-Gespannen siegt der Brite Freddie Hicks auf Velocette. Weitere Starter erreichten nicht das Ziel.
- Im Lauf der 600er-Gespanne gewinnt Dennis Mansell aus Großbritannien auf Norton vor dem Schweizer Edgar d’Eternod und den Spanier Vicente Naure (beide Scott).

##### Deutsche Motorrad-Straßenmeisterschaft
- Deutsche Meister werden Kurt Friedrich (DKW, 250 cm³), Max Kiemel (UT, 350 cm³), Hans Soenius (BMW, 500 cm³) und Josef Stelzer (BMW, über 500 cm³).

### Radsport
- Giro d’Italia 1929
- Tour de France 1929
- UCI-Bahn-Weltmeisterschaften 1929
- UCI-Straßen-Weltmeisterschaften 1929

### Flugsport
- Powder Puff Derby

### Schach
- Schachweltmeisterschaft 1929

### Tischtennis
- Tischtennisweltmeisterschaft 1929  14. bis 21. Januar in Budapest (Ungarn)

### Wintersport
- Eishockey-Europameisterschaft 1929
- Eiskunstlauf-Europameisterschaft 1929
- Eiskunstlauf-Weltmeisterschaften 1929
- Nordische Skiweltmeisterschaften 1929

## Geboren

### Januar
- 06. Januar: Wolfgang Lichtenstein, deutscher Fußballspieler
- 07. Januar: Kenneth Henry, US-amerikanischer Eisschnellläufer und Eisschnelllauftrainer († 2009)
- 08. Januar: Wolfgang Peters, deutscher Fußballspieler († 2003)
- 13. Januar: Marianna Nagy, ungarische Eiskunstläuferin († 2011)
- 19. Januar: Red Amick, US-amerikanischer Automobilrennfahrer († 1995)
- 19. Januar: Carl-Ebbe Andersen, dänischer Ruderer († 2009)
- 26. Januar: Raphaël Glorieux, belgischer Radrennfahrer († 1986)
- 27. Januar: Hans Berliner, US-amerikanischer Systemanalytiker und Schachspieler († 2017)
- 29. Januar: Jerry Hoyt, US-amerikanischer Automobilrennfahrer († 1955)

### Februar
- 04. Februar: Neil Johnston, US-amerikanischer Basketballspieler († 1978)
- 04. Februar: Walther Tröger, deutscher Jurist und Sportfunktionär († 2020)
- 09. Februar: Taiji Kase, japanischer Karate-Großmeister († 2004)
- 11. Februar: Albert Asarjan, armenischer Turner († 2023)
- 15. Februar: Graham Hill, britischer Automobilrennfahrer († 1975)
- 16. Februar: Gerhard Hanappi, österreichischer Fußballspieler († 1980)
- 27. Februar: Sonny Gandee, US-amerikanischer American-Football-Spieler († 2013)

### März
- 05. März: Erik Carlsson, schwedischer Rallyefahrer († 2015)
- 06. März: John Welchli, US-amerikanischer Ruderer († 2018)
- 20. März: Rudi Glöckner, deutscher Fußballschiedsrichter († 1999)
- 22. März: Sergio Cervato, italienischer Fußballspieler († 2005)
- 23. März: Roger Bannister, britischer Leichtathlet und Neurologe († 2018)
- 24. März: Franz Krienbühl, Schweizer Architekt und Eisschnellläufer († 2002)
- 28. März: Paul England, australischer Automobilrennfahrer († 2014)
- 30. März: Bente Bergendorff, dänische Leichtathletin († 1967)

### April
- 10. April: Mike Hawthorn, englischer Automobilrennfahrer († 1959)
- 17. April: Allan Carlsson, schwedischer Radrennfahrer († 1953)
- 17. April: Karl-Erik Palmér, schwedischer Fußballspieler († 2015)
- 19. April: Edward Crook, US-amerikanischer Boxer († 2005)
- 22. April: John Nicks, britischer Eiskunstläufer
- 24. April: André Darrigade, französischer Radrennfahrer
- 27. April: Ed Lynch, US-amerikanischer Radrennfahrer († 1980)
- 27. April: Nina Ponomarjowa, sowjetische Diskuswerferin, 1952 erste sowjetische Olympiasiegerin († 2016)
- 29. April: John Lettengarver, US-amerikanischer Eiskunstläufer († 1997)

### Mai
- 12. Mai: Don Gibson, englischer Fußballspieler
- 15. Mai: Peter Broeker, kanadischer Automobilrennfahrer († 1980)
- 17. Mai: Branko Zebec, jugoslawischer Fußballspieler und -trainer († 1988)
- 22. Mai: Sergio Mantovani, italienischer Automobilrennfahrer († 2001)
- 24. Mai: Helmut Fath, deutscher Motorradrennfahrer und -konstrukteur († 1993)
- 27. Mai: Lode Wouters, belgischer Radrennfahrer († 2014)
- 30. Mai: Harald Fereberger, österreichischer Regattasegler († 2019)

### Juni
- 02. Juni: Vora Mackintosh, britische Skirennläuferin († 1998)
- 02. Juni: Ken McGregor, australischer Tennisspieler († 2007)
- 07. Juni: Antonio Carbajal, mexikanischer Fußballspieler († 2023)
- 13. Juni: Rob Slotemaker, niederländischer Automobilrennfahrer († 1979)
- 17. Juni: Tigran Petrosjan, armenisch-sowjetischer Schach-Großmeister († 1984)
- 23. Juni: Bart Carlier, niederländischer Fußballspieler († 2017)
- 25. Juni: Hellmut Seibt, österreichischer Eiskunstläufer († 1992)
- 26. Juni: Rodney Nuckey, britischer Automobilrennfahrer († 2000)

### Juli
- 01. Juli: Ödön Földessy, ungarischer Leichtathlet († 2020)
- 04. Juli: Jean Desforges, britische Leichtathletin und Olympiateilnehmerin († 2013)
- 12. Juli: Alfred Seppelt, deutscher Schachfunktionär († 2015)
- 13. Juli: Sofia Muratowa, sowjetische Turnerin und Olympiasiegerin († 2006)
- 18. Juli: Richard Button, US-amerikanischer Eiskunstläufer († 2025)
- 18. Juli: Leonhard Pohl, deutscher Leichtathlet († 2014)
- 21. Juli: Horst Kubik, deutscher Eishockeyspieler und -trainer († 2020)
- 22. Juli: John Barber, britischer Automobilrennfahrer († 2015)
- 29. Juli: Júlio Botelho, brasilianischer Fußballspieler († 2003)

### August
- 03. August: Zdzisław Krzyszkowiak, polnischer Leichtathlet († 2003)
- 03. August: Ewy Rosqvist, schwedische Rallyefahrerin († 2024)
- 03. August: Heinrich Scheller, Schweizer Ruderer († 1957)
- 06. August: Valter Åhlén, schwedischer Eishockeyspieler († 1988)
- 07. August: Don Larsen, US-amerikanischer Baseballspieler († 2020)
- 09. August: Jeff Butterfield, englischer Rugbyspieler († 2004)
- 15. August: Georgios Roumbanis, griechischer Stabhochspringer († 2025)
- 16. August: Helmut Rahn, deutscher Fußballspieler († 2003)
- 18. August: Jimmy Davies, US-amerikanischer Automobilrennfahrer († 1966)
- 20. August: Rafael Arkadu Tschimischkjan, sowjetischer Gewichtheber († 2022)
- 22. August: Pauli Toivonen, finnischer Rallyefahrer († 2005)
- 23. August: Fritz Breuer, deutscher Fußballspieler († 2017)
- 29. August: John Arthur, südafrikanischer Boxer († 2005)
- 30. August: Günter Wilmovius, deutscher Fußballspieler († 2001)

### September
- 10. September: Arnold Palmer, US-amerikanischer Golfer († 2016)
- 11. September: Helmut Bracht, deutscher Fußballspieler und -trainer († 2011)
- 17. September: Stirling Moss, britischer Automobilrennfahrer († 2020)
- 19. September: Léon De Lathouwer, belgischer Radrennfahrer († 2008)
- 19. September: Luigi Taveri, Schweizer Motorradrennfahrer († 2018)
- 21. September: Sándor Kocsis, ungarischer Fußballspieler († 1979)
- 22. September: Gerald Dreyer, südafrikanischer Boxer († 1985)
- 22. September: Carlo Ubbiali, italienischer Motorradrennfahrer († 2020)
- 30. September: Gerhard Marotzke, deutscher Fußballspieler

### Oktober
- 02. Oktober: Cesare Maestri, italienischer Bergsteiger und Alpinschriftsteller († 2021)
- 10. Oktober: Georges Burggraff, französischer Motorrad- und Automobilrennfahrer sowie Taucher
- 14. Oktober: Karl Robatsch, österreichischer Schach-Großmeister und Botaniker († 2000)
- 15. Oktober: Felix Scheder-Bieschin, deutscher Regattasegler († 2024)
- 15. Oktober: Teodoro Zeccoli, italienischer Automobilrennfahrer († 2018)
- 19. Oktober: Ernst Knoesel, deutscher Fußballspieler und Sportfunktionär († 2005)
- 19. Oktober: Igor Nowikow, sowjetischer Moderner Fünfkämpfer und Olympiasieger († 2007)
- 22. Oktober: Lew Jaschin, russischer Fußballspieler († 1990)
- 23. Oktober: Dmitri Ukolow, russischer Eishockeyspieler und Olympiasieger († 1992)
- 25. Oktober: Michel Knuysen, belgischer Ruderer († 2013)
- 27. Oktober: Bill George, US-amerikanischer American-Football-Spieler († 1982)

### November
- 02. November: Germain Derycke, belgischer Radrennfahrer († 1978)
- 02. November: Carwyn James, walisischer Rugbyspieler und -trainer († 1983)
- 03. November: Jan Brooijmans, niederländischer Fußballspieler († 1996)
- 05. November: Lennart Johansson, schwedischer Sportfunktionär, Präsident der UEFA († 2019)
- 09. November: Ib Olsen, dänischer Ruderer († 2009)
- 17. November: Jimmy Reece, US-amerikanischer Automobilrennfahrer († 1958)
- 19. November: Jean Blaton, belgischer Automobilrennfahrer und Musiker († 2020)
- 22. November: Lars Palmén, finnischer Badmintonspieler († 2011)
- 24. November: Peet Geel, niederländischer Fußballspieler († 2017)
- 24. November: John Henry Johnson, US-amerikanischer American-Football-Spieler († 2011)
- 29. November: Xaver Unsinn, deutscher Eishockeyspieler und -trainer († 2012)

### Dezember
- 03. Dezember: Corrado Viciani, italienischer Fußballspieler und -trainer († 2014)
- 14. Dezember: Tada Hiroshi, japanischer Aikido-Lehrer
- 16. Dezember: Garth Manton, australischer Ruderer († 2024)
- 17. Dezember: Adolf Giele, deutscher Handballspieler und -trainer († 2002)
- 19. Dezember: Lorenzo Buffon, italienischer Fußballspieler
- 19. Dezember: Pentti Hämäläinen, finnischer Boxer († 1984)
- 20. Dezember: Carlo Fassi, italienischer Eiskunstläufer und Trainer († 1997)
- 23. Dezember: Mennato Boffa, italienischer Automobilrennfahrer († 1996)
- 23. Dezember: Antonina Seredina, sowjetisch-russische Kanutin und Olympiasiegerin († 2016)
- 23. Dezember: Dick Weber, US-amerikanischer Profibowler († 2005)
- 28. Dezember: Terry Sawchuk, kanadischer Eishockeytormann († 1970)

## Gestorben

### Januar
- 01. Januar: Burton Downing, US-amerikanischer Radrennfahrer (* 1885)
- 12. Januar: Ivar Böhling, finnischer Ringer (* 1889)
- 12. Januar: John Marshall Gorham, britischer Motorbootfahrer (* 1853)
- 14. Januar: Jules Rolland, französischer Turner (* 1877)
- 22. Januar: Emma Cooke, US-amerikanische Bogenschützin (* 1848)

### Februar
- 02. Februar: Bruno Heckel, deutscher Ringer (* 1887)
- 14. Februar: Thomas Burke, amerikanischer Leichtathlet (* 1875)
- 20. Februar: Manuel Díaz, kubanischer Fechter (* 1874)

### März
- 20. März: Eduard Meijer, niederländischer Schwimmer und Wasserballspieler (* 1878)
- 24. März: Friedrich Messerschmidt, deutscher Motorradrennfahrer (* 1906)

### April
- 04. April: Carl Benz, deutscher Automobilbauer (* 1844)
- 04. April: Tyyne Järvi, finnische Schwimmerin (* 1891)
- 18. April: John Wells, US-amerikanischer Ruderer (* 1859)
- 28. April: Hendrik van Heuckelum, niederländischer Fußballspieler (* 1879)

### Mai
- 04. Mai: Walter Padgett, britischer Sportschütze (* 1867)
- 04. Mai: Cyrille Verbrugge, belgischer Fechter (* 1866)
- 12. Mai: Edi Linser, österreichischer Motorradrennfahrer (* 1894)
- 20. Mai: James Hall, Leichtathlet aus Britisch-Indien (* 1903)

### Juni
- 06. Juni: Richard Réti, österreichisch-ungarischer Schachmeister (* 1889)
- 09. Juni: Emmerich Nagy, österreichischer Motorradrennfahrer (* 1904)
- 10. Juni: Cecil Ashby, britischer Motorradrennfahrer (* 1897 oder 1898)
- 21. Juni: Ödön Tersztyánszky, ungarischer Fechter (* 1890)
- 24. Juni: Sybil Newall, englische Bogenschützin (* 1854)

### Juli
- 05. Juli: Hans Meyer, deutscher Verleger und Bergsteiger, Erstbesteiger des Kilimandscharo (* 1858)
- 07. Juli: Freddy Charlier, belgischer Eishockeyspieler und Automobilrennfahrer (* 1890)

### August
- 01. August: Syd Gregory, australischer Cricketspieler (* 1870)
- 06. August: Jean-Baptiste Mimiague, französischer Fechter (* 1871)
- 07. August: Milan Truban, jugoslawischer Radrennfahrer (* 1904)

### September
- 09. September: Walther Katzenstein, deutscher Ruderer (* 1878)
- 11. September: Dugald McInnes, schottisch-kanadischer Sportschütze (* 1877)
- 12. September: Olaf Hovdenak, norwegischer Langstreckenläufer (* 1891)
- 24. September: Antonius Colenbrander, niederländischer Reiter (* 1989)
- 29. September: John Nicholas, englischer Fußballspieler (* 1879)

### Oktober
- 12. Oktober: Rudolf Hansen, dänischer Marathonläufer (* 1889)
- 31. Oktober: Norman Pritchard, indischer Leichtathlet, Olympiateilnehmer und Schauspieler (* 1875)

### November
- 02. November: James Gorman, US-amerikanischer Sportschütze (* 1859)
- 10. November: István Lichteneckert, ungarischer Fechter (* 1892)
- 14. November: George Alexander, britischer Lacrossespieler (* 1886)

### Dezember
- 07. Dezember: Charles Jacobus, US-amerikanischer Roque- und Krocketspieler sowie Sportjournalist (* 1859)
- 08. Dezember: Frederick Suerig, US-amerikanischer Ruderer (* 1878)
- 08. Dezember: Teddy Tetzlaff, US-amerikanischer Automobilrennfahrer (* 1883)
- 14. Dezember: Sigurd Jørgensen, norwegischer Turner (* 1887)
- 29. Dezember: Jim Clarke, britischer Tauzieher (* 1874)

### Datum unbekannt
- Bianca Ambrosetti, italienische Turnerin (* 1914)
- Patrick Philbin, britischer Tauzieher (* 1874)
- Charles Voigt, US-amerikanischer Tennisspieler und -funktionär (* 1869)